# František Raboň
František Raboň (* 26. září 1983, Praha) je bývalý český profesionální silniční cyklista. Jako domestik a člen tzv. sprinterského vláčku ve své kariéře pomáhal jezdcům jako Mark Cavendish, Jan Ullrich nebo André Greipel. Během své kariéry se účastnil sedmi Grand Tours - Giro d'Italia (2006, 2007, 2008, 2010 a 2011) a Vuelta a España (2009 a 2012).
Během své kariéry se stal mistrem Evropy v silničním závodu jezdců do 23 let (2005), celkovým vítězem Vuelta a Murcia (2010) a také mistrem České republiky v časovce mužů (2008, 2009 a 2010).
Po konci kariéry v roce 2014 se v dubnu 2015 stal marketingovým ředitelem firmy Kalas sportswear pro Českou republiku.
Je také jedním ze stálých expertů České televize na silniční cyklistiku.

## Úspěchy[7]

### 2002
- Mistr České republiky do 23 let v časovce jednotlivců

### 2003
- Vítěz 5. etapy na Bałtyk–Karkonosze Tour

### 2004
- Mistr České republiky do 23 let v časovce jednotlivců
- Vítěz 9. etapy Tour du Maroc
- Vítěz 5. etapy na Okolo Slovenska
- 7. celkově na Bałtyk–Karkonosze Tour

### 2005
- Mistr Evropy do 23 let v silničním závodu
- Vítěz Memorial Andrzeja Trochnowskiego
- Vítěz časovky na Okolo Slovenska
- 2. na GP Kooperativa
- 3. celkově na Course de la Solidarité Olympique
- 3. na Poreč Trophy
  - vítěz 3. etapy
- 4. celkově na Bałtyk–Karkonosze Tour
- 5. na GP Palma
- 8. celkově na Tour of Małopolska
  - vítěz 1. etapy

### 2006
- 3. na Mistrovství České republiky v časovce

### 2008
- Mistr České republiky v časovce mužů
- Vítěz 5. etapy na Tour of Ireland
- 3. na Praha–Karlovy Vary–Praha
- 6. celkově na Danmark Rundt
- 8. celkově na Hel van het Mergelland

### 2009
- Mistr České republiky v časovce mužů
- Tour de Romandie
  - vítěz prologu a týmové časovky
- Vítěz týmové časovky na Vuelta a Murcia
- 2. celkově na Critérium du Dauphiné

### 2010
- Mistr České republiky v časovce mužů
- Celkový vítěz Vuelta a Murcia
  - vítěz týmové časovky
- 7. celkově na Volta ao Algarve

### 2012
- Vítěz týmové časovky na Tour de l'Ain
- 2. na Mistrovství České republiky v silničním závodu
- 3. na Mistrovství České republiky v časovce

### 2013
- 4. na Tour Bohemia
- 9. celkově na Driedaagse van West-Vlaanderen